# Liste des bâtiments protégés de Norðurland eystra
Cet article recense les bâtiments protégés de Norðurland eystra, en Islande.

## Statistiques
Au 29 mai 2012, la région de Norðurland eystra compte 73 édifices protégés, soit 16 % des protections de l'Islande.

## Liste
| Nom                            | Adresse                         | Municipalité      | Id.  | Coordonnées                         | Illustration |
| ------------------------------ | ------------------------------- | ----------------- | ---- | ----------------------------------- | ------------ |
| Aðalstræti 16                  | Aðalstræti 16                   | Akureyri          | 451  |                                     |              |
| Aðalstræti 50                  | Aðalstræti 50                   | Akureyri          | 455  |                                     |              |
| Aðalstræti 52                  | Aðalstræti 52                   | Akureyri          | 456  |                                     |              |
| Aðalstræti 62                  | Aðalstræti 62                   | Akureyri          | 459  |                                     |              |
| Akureyrarkirkja                | Eyrarlandsvegur                 | Akureyri          | 464  |                                     |              |
| Davíðshús                      | Bjarkarstígur 6                 | Akureyri          | 462  |                                     |              |
| Elínarbaukur                   | Aðalstræti 44                   | Akureyri          | 453  |                                     |              |
| Eyrarlandsstofa                | Lystigarðinum                   | Akureyri          | 473  |                                     |              |
| Friðbjarnarhús                 | Aðalstræti 46                   | Akureyri          | 454  |                                     |              |
| Frökenarhús                    | Lækjargata 2 A                  | Akureyri          | 474  |                                     |              |
| Gamla apótekið                 | Aðalstræti 4                    | Akureyri          | 452  |                                     |              |
| Gamla prentsmiðjan             | Norðurgata 17                   | Akureyri          | 475  |                                     |              |
| Gamla Syðstabæjarhúsið         | Hrísey, Norðurvegur 3           | Akureyri          | 503  |                                     |              |
| Gránufélagshúsin               | Strandgata 49                   | Akureyri          | 476  |                                     |              |
| Gudmanns Minde - Gamli spítali | Aðalstræti 14                   | Akureyri          | 450  |                                     |              |
| Hafnarstræti 98                | Hafnarstræti 98                 | Akureyri          | 472  |                                     |              |
| Hamborg                        | Hafnarstræti 94                 | Akureyri          | 470  |                                     |              |
| Höephnershús                   | Hafnarstræti 20                 | Akureyri          | 468  |                                     |              |
| Hríseyjarviti                  | Hrísey                          | Akureyri          | 502  |                                     |              |
| Indriðahús                     | Aðalstræti 66                   | Akureyri          | 460  |                                     |              |
| Laxdalshús                     | Hafnarstræti 11                 | Akureyri          | 466  |                                     |              |
| Lögmannshlíðarkirkja           |                                 | Akureyri          | 481  |                                     |              |
| Menntaskólinn á Akureyri       | Eyrarlandsvegur 28              | Akureyri          | 463  | 65° 40′ 35″ nord, 18° 05′ 40″ ouest |              |
| Miðgarðakirkja                 | Grímsey                         | Akureyri          | 496  |                                     |              |
| Minjasafnskirkjan              | Aðalstræti 56                   | Akureyri          | 458  |                                     |              |
| Nonnahús                       | Aðalstræti 54 A                 | Akureyri          | 457  |                                     |              |
| París                          | Hafnarstræti 96                 | Akureyri          | 471  |                                     |              |
| Samkomuhúsið                   | Hafnarstræti 57                 | Akureyri          | 469  |                                     |              |
| Sigurhæðir                     | Eyrarlandsvegur 3               | Akureyri          | 465  |                                     |              |
| Smiðjan                        | Aðalstræti 66 A                 | Akureyri          | 461  |                                     |              |
| Túliníusarhús                  | Hafnarstræti 18                 | Akureyri          | 467  |                                     |              |
| Tjarnarkirkja                  |                                 | Dalvíkurbyggð     | 497  |                                     |              |
| Urðakirkja                     |                                 | Dalvíkurbyggð     | 498  |                                     |              |
| Vallakirkja                    |                                 | Dalvíkurbyggð     | 499  |                                     |              |
| Grundarkirkja                  | Grund í Eyjafirði               | Eyjafjarðarsveit  | 482  |                                     |              |
| Hólakirkja                     |                                 | Eyjafjarðarsveit  | 477  |                                     |              |
| Klukknaport                    | Möðruvellir                     | Eyjafjarðarsveit  | 490  |                                     |              |
| Möðruvallakirkja               | Möðruvellir                     | Eyjafjarðarsveit  | 479  |                                     |              |
| Munkaþverárkirkja              |                                 | Eyjafjarðarsveit  | 478  |                                     |              |
| Saurbæjarkirkja                |                                 | Eyjafjarðarsveit  | 480  |                                     |              |
| Norska sjómannaheimilið        | Siglufjörður, Aðalgata 27       | Fjallabyggð       | 447  |                                     |              |
| Róaldsbrakki                   | Siglufjörður, Snorragata 13     | Fjallabyggð       | 449  |                                     |              |
| Sæbyhús                        | Siglufjörður, Norðurgata 3      | Fjallabyggð       | 448  |                                     |              |
| Kvíabekkjarkirkja              | Ólafsfjörður                    | Fjarðabyggð       | 501  |                                     |              |
| Grenivíkurkirkja               | Grenivík                        | Grýtubakkahreppur | 495  |                                     |              |
| Laufásbærinn                   |                                 | Grýtubakkahreppur | 483  |                                     |              |
| Laufáskirkja                   |                                 | Grýtubakkahreppur | 484  |                                     |              |
| Bægisárkirkja                  | Ytri-Bægisá                     | Hörgársveit       | 494  |                                     |              |
| Bakkakirkja                    | Öxnadalur                       | Hörgársveit       | 493  |                                     |              |
| Glæsibæjarkirkja               | Kræklingahlíð                   | Hörgársveit       | 489  |                                     |              |
| Hofsstofa                      | Hof í Hörgárdal                 | Hörgársveit       | 487  |                                     |              |
| Lónsstofa                      | Skipalón                        | Hörgársveit       | 491  |                                     |              |
| Möðruvallaklausturskirkja      | Arnarneshreppur                 | Hörgársveit       | 488  |                                     |              |
| Smíðahús                       | Skipalón                        | Hörgársveit       | 492  |                                     |              |
| Sauðaneskirkja                 |                                 | Langanesbyggð     | 516  |                                     |              |
| Stefánskirkja                  |                                 | Langanesbyggð     | 517  |                                     |              |
| Garðskirkja                    | Kelduneshreppur                 | Norðurþing        | 514  |                                     |              |
| Húsavíkurkirkja                | Húsavík                         | Norðurþing        | 504  |                                     |              |
| Ólafsfjarðarkirkja             | Kelduneshreppur, Kirkjuvegur 12 | Norðurþing        | 500  |                                     |              |
| Skinnastaðarkirkja             | Öxarfjarðarhreppur              | Norðurþing        | 515  |                                     |              |
| Skútustaðakirkja               |                                 | Skútustaðahreppur | 513  |                                     |              |
| Svalbarðskirkja                |                                 | Svalbarðshreppur  | 518  |                                     |              |
| Einarsstaðakirkja              | Reykdælahreppur                 | Þingeyjarsveit    | 512  |                                     |              |
| Flateyjarkirkja á Skjálfanda   |                                 | Þingeyjarsveit    | 1030 |                                     |              |
| Grenjaðarstaðarkirkja          |                                 | Þingeyjarsveit    | 505  |                                     |              |
| Hálskirkja                     |                                 | Þingeyjarsveit    | 485  |                                     |              |
| Illugastaðakirkja              | Hálshreppur                     | Þingeyjarsveit    | 486  |                                     |              |
| Ljósavatnskirkja               | Ljósavatnshreppur               | Þingeyjarsveit    | 511  |                                     |              |
| Lundarbrekkukirkja             | Bárðardalur                     | Þingeyjarsveit    | 507  |                                     |              |
| Neskirkja                      |                                 | Þingeyjarsveit    | 506  |                                     |              |
| Þverá, fjárhús og hlaða        |                                 | Þingeyjarsveit    | 508  |                                     |              |
| Þverárbærinn                   |                                 | Þingeyjarsveit    | 509  |                                     |              |
| Þverárkirkja                   |                                 | Þingeyjarsveit    | 510  |                                     |              |